# شوما تومیتا
شوما تومیتا (انگلیسی: Shoma Tomita; ۲۰ ژوئن ۱۹۹۷) بازیکن والیبال اهل ژاپن است.